# XIV съезд ВКП(б)

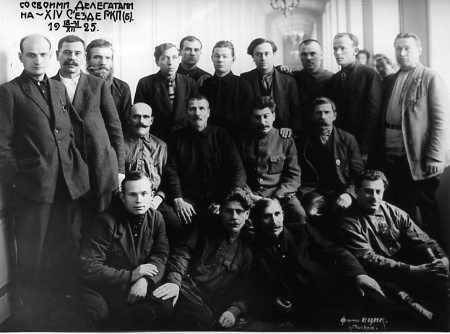
Иосиф Сталин (в центре) и Никита Хрущёв (внизу слева) с делегатами XIV съезда Российской Коммунистической партии (большевиков)

XIV съезд Всесою́зной коммунисти́ческой па́ртии (большевико́в) — 14-е собрание представителей (делегатов) ВКП(б).
Съезд проходил в Москве с 18 декабря по 31 декабря 1925 года. В работе съезда приняло участие 1 306 делегатов (из них 665 — с решающим голосом и 641 — с совещательным), представляющих 643 000 членов партии «большевиков» и 445 000 кандидатов. Рабочие составили 62,2 % делегатов, служащие — 30,9 %, крестьяне — 5,7 %, около 70 % делегатов — партработники. По решению XIII съезда XIV съезд должен был пройти в Ленинграде, однако был перенесён в Москву. XIV съезд ВКП(б) вошёл в историю ВКП(б) как «съезд индустриализации».

## Порядок дня
- Политический отчёт ЦК (И. В. Сталин);
- Организационный отчёт ЦК (В. М. Молотов);
- Отчёт ревизионной комиссии (Д. И. Курский);
- Отчёт Центральной контрольной комиссии (В. В. Куйбышев);
- Отчёт представительства РКП(б) в Исполкоме Коминтерна (Г. Е. Зиновьев);
- Очередные вопросы хозяйственного строительства (Л. Б. Каменев);
- О работе профсоюзов (М. П. Томский);
- О работе комсомола (Н. И. Бухарин);
- Об изменении партийного Устава (А. А. Андреев);
- Выборы в центральные учреждения партии.

## Ход съезда
Съезд открыл и закрыл А. И. Рыков. Съезд почтил минутой молчания умерших М. В. Фрунзе, А. Ф. Мясникова, Н. К. Н. Нариманова, Э. М. Склянского, С. Г. Могилевского.
На третьем заседании, 19 декабря, содоклад по отчёту ЦК сделал лидер левого крыла в ВКП(б) («новой оппозиции») Г. Е. Зиновьев, поднявший вопросы разногласий по следующим пунктам:
«госкапитализм» или «оценка структуры экономики» в СССР (выступил против «идеализации» НЭПа);
вопрос о крестьянстве и середняке (выступил за «остановку НЭПа в деревне» и активное противостояние кулачеству);
вопрос о приёме в партию (выступил против активного приёма крестьян) и коллективном руководстве партией с «полновластием» политбюро и «подчинённостью» ему секретариата ЦК.
Выступление было направлено, в основном, против лидера правого крыла в ВКП(б) Н. И. Бухарина (в частности, против его лозунга «Обогащайтесь!») и активно поддержано ленинградской делегацией.
Позже выступивший Л. Б. Каменев прямо предложил сместить Сталина с поста генерального секретаря.
Эти выступления и предложения не нашли поддержки большинства съезда. Присутствующий на съезде Л. Д. Троцкий (имел лишь совещательный голос) в прениях участия не принимал, хотя разгром левой оппозиции подрывал его позиции в партии.
Запланированный доклад Л. Б. Каменева «Очередные вопросы хозяйственного строительства» был снят с повестки дня ввиду того, что «тов. Каменев не выражает линию Центрального Комитета».
Также было принято обращение к ленинградской партийной организации «ввиду совершенно неправильного поведения делегации от Ленинграда, …создающее опасность подрыва единства нашей партии» и постановление о газете «Ленинградская правда» с поручением ЦК «принять немедленно меры по изменению и улучшению состава редакции».
Доклад И. В. Сталина был одобрен 588 голосами, против — 65. Доклад Г. Е. Зиновьева по отчёту представительства РКП(б) в Исполкоме Коминтерна был одобрен 424 голосами при 101 воздержавшемся.
На одном из заседаний съезда был заслушан информационный доклад Г. В. Чичерина о международном положении и советской внешней политике.
Съезд поставил задачу индустриализации страны, укрепления обороноспособности и переименовал РКП(б) в ВКП(б).

## Основные итоги съезда
В части политики
- Взят курс на построение социализма в одной стране.
- Разгромлена «Ленинградская оппозиция» во главе с Зиновьевым и Каменевым.
- Сталин был назван «главным вождем партии».

В части экономики
В Политическом отчёте ЦК были поставлены следующие задачи:
В области развития народного хозяйства:
- а) дальнейшее увеличение продукции народного хозяйства;
- б) превращение страны из аграрной в индустриальную;
- в) обеспечение в народном хозяйстве решительного перевеса социалистических элементов над элементами капиталистическими;
- г) обеспечение народному хозяйству необходимой независимости в обстановке капиталистического окружения;
- д) увеличение удельного веса доходов неналоговых в общей системе государственного бюджета.

В области промышленности и сельского хозяйства:
- а) развёртывание социалистической промышленности на основе повышенного технического уровня, поднятия производительности труда, понижения себестоимости, увеличения быстроты оборота капитала;
- б) приведение баланса топлива, металла, а также основного капитала железнодорожного транспорта в соответствие с растущими потребностями страны;
- в) усиленное развитие советской промышленности местного значения;
- г) поднятие урожайности земли, повышения технического уровня земледелия, развития технических культур, индустриализация сельского хозяйства;
- д) включение распылённых крестьянских хозяйств в социалистическое строительство через массовое кооперирование и поднятие культурного уровня крестьянства.

В области торговли:
- а) дальнейшее расширение и качественное улучшение товаропроводящей сети (кооперация всех видов, госторговля);
- б) максимальное увеличение быстроты товарооборота;
- в) снижение розничных цен и дальнейшее повышения перевеса советско-кооперативной торговли над торговлей частной;
- г) по линии установления единого фронта и жёсткой заготовительной дисциплины среди всех заготовляющих органов;
- д) усиление товарооборота с внешним миром, с обеспечением активного торгового баланса, а значит, и активного расчётного баланса, являющегося необходимейшим условием сохранения твёрдой валюты и необходимой гарантией от инфляции.

В области планирования предложено вести работу в направлении обязательного обеспечения необходимых резервов.
В части изменений в Уставе
- Введены 3 категории принимаемых в партию: рабочим достаточно двух рекомендаций от партийцев с 1-годичным стажем, для крестьян — три рекомендации от партийцев с 2-летним стажем, служащим и интеллигенции — три рекомендации от партийцев с 3-летним стажем.
- Впервые появился раздел о работе в Красной армии.
- Введено положение о том, что бюро областных и краевых комитетов партии утверждаются в ЦК партии, также как редакторы местных крупных партийных газет.
- Партия переименована в ВКП(б) и образование партии в РСФСР объявлено «величайшим вредом», так как «фактически означало бы существование двух центральных руководящих органов, потому что удельный вес российской части в партии союзного значения сам собою ясен»[7].

## Отдельные детали
Из заключительного слова И. В. Сталина:
— Чего, собственно, хотят от Бухарина? Они требуют крови тов. Бухарина. Именно этого требует тов. Зиновьев, заостряя вопрос в заключительном слове на Бухарине. Крови Бухарина требуете? Не дадим вам его крови, так и знайте (Аплодисменты. Крики: «Правильно!»). 

## На съезде избраны
- Центральный Комитет: 63 члена, 43 кандидата в члены
- Центральная ревизионная комиссия: 7 членов
- Центральная контрольная комиссия: 163 члена

## Персональный состав ЦК, избранного съездом
- Андреев, Андрей Андреевич (1895—1971)
- Антипов, Николай Кириллович (1894—1938)
- Артюхина, Александра Васильевна (1889—1969)
- Бадаев, Алексей Егорович (1883—1951)
- Бауман, Карл Янович (1892—1937)
- Бубнов, Андрей Сергеевич (1884—1938)
- Бухарин, Николай Иванович (1888—1938)
- Ворошилов, Климент Ефремович (1881—1969)
- Дзержинский, Феликс Эдмундович (1877—1926)
- Догадов, Александр Иванович (1888—1937)
- Евдокимов, Григорий Еремеевич (1884—1936)
- Жуков, Иван Павлович (1889—1937)
- Зеленский, Исаак Абрамович (1890—1938)
- Зиновьев, Григорий Евсеевич (1883—1936)
- Кабаков, Иван Дмитриевич (1891—1937)
- Каганович, Лазарь Моисеевич (1893—1991)
- Калинин, Михаил Иванович (1875—1946)
- Каменев, Лев Борисович (1883—1936)
- Квиринг, Эммануил Ионович (1888—1937)
- Киркиж, Куприян Осипович (1888—1932)
- Киров, Сергей Миронович (1886—1934)
- Колотилов, Николай Николаевич (1885—1937)
- Комаров, Николай Павлович(1886—1937)
- Косиор, Станислав Викентьевич (1889—1939)
- Котов, Василий Афанасьевич (1885—1937)
- Красин, Леонид Борисович (1870—1926)
- Кржижановский, Глеб Максимилианович (1872—1959)
- Кубяк, Николай Афанасьевич (1881—1937)
- Куликов, Егор Фёдорович (1891—1943)
- Лепсе, Иван Иванович (1889—1929)
- Лобов, Семён Семёнович (1888—1937)
- Мануильский, Дмитрий Захарович (1883—1959)
- Медведев, Алексей Васильевич (1884—1937)
- Микоян, Анастас Иванович (1895—1978)
- Михайлов, Василий Михайлович (1894—1937)
- Молотов, Вячеслав Михайлович (1890—1986)
- Орджоникидзе, Григорий Константинович (1886—1937)
- Петровский, Григорий Иванович (1878—1958)
- Пятаков, Георгий Леонидович (1890—1937)
- Радченко, Андрей Фёдорович (1888—1938)
- Раковский, Христиан Георгиевич (1873—1941)
- Рудзутак, Ян Эрнестович (1887—1938)
- Румянцев, Иван Петрович (1886—1937)
- Рухимович, Моисей Львович (1889—1938)
- Рыков, Алексей Иванович (1881—1938)
- Скворцов-Степанов, Иван Иванович (1870—1928)
- Смилга, Ивар Тенисович (1892—1937)
- Смирнов, Александр Петрович (1878—1938)
- Сокольников, Григорий Яковлевич (1888—1939)
- Сталин, Иосиф Виссарионович (1878—1953)
- Сулимов, Даниил Егорович (1890—1937)
- Толоконцев, Александр Фёдорович (1889—1937)
- Томский, Михаил Павлович (1880—1936)
- Троцкий, Лев Давидович (1879—1940)
- Угланов, Николай Александрович (1886—1937)
- Уханов, Константин Васильевич (1891—1937)
- Цюрупа, Александр Дмитриевич (1870—1928)
- Чичерин, Георгий Васильевич (1872—1936)
- Чубарь, Влас Яковлевич (1891—1939)
- Чудов, Михаил Семёнович (1893—1937)
- Шварц, Исаак Израилевич (1879—1951)
- Шверник, Николай Михайлович (1888—1970)
- Шмидт, Василий Владимирович (1886—1938)